# Стрельниковка
Стрельниковка (каз. Стрельниковка) — село в Есильском районе Северо-Казахстанской области Казахстана. Входит в состав Ясновского сельского округа. Код КАТО — 594261300.

## География
Расположено возле озера Большой Тарангул.

## История
Основано переселенцами с Киевской и Черниговской областей в 1908 году.

## Население
В 1999 году население села составляло 410 человек (207 мужчин и 203 женщины). По данным переписи 2009 года в селе проживало 274 человека (135 мужчин и 139 женщин).